# Hampi
Hampi (Kannada: ಹಂಪೆ Hampe) ist eine historische Stätte im indischen Bundesstaat Karnataka, die früher unter dem Namen Vijayanagara die Hauptstadt des letzten Hindu-Reiches von Vijayanagar war.

## Lage
Hampi liegt auf dem Südufer des Tungabhadra-Flusses ca. 12 km nordöstlich der Stadt Hosapete im Distrikt Ballari im östlichen Zentral-Karnataka. Die Ruinen der Stadt liegen über 26 km² verstreut in einem einstmals gut zu verteidigenden Gebiet südlich des Flusses; von der anderen Seite ist das Gebiet von schwer zu durchquerenden Felshügeln eingefasst. Die Ruinen und das Dorf sind in eine außergewöhnliche Felslandschaft eingebettet und von fruchtbaren Bananenplantagen und Reisfeldern umgeben, die durch den Tunghabhadra-Fluss bewässert werden. Der von der indischen Regierung in der Nähe gebaute Tungabhadra-Staudamm versorgt die Gegend mit elektrischem Strom.
An den Ghats gibt es Fährboote, die einen auf die andere Flussseite bringen. An einigen Stellen kann immer noch mit kleinen runden Bambusbooten (Coracles) über den Fluss gesetzt werden, um Anegondi zu erreichen, den nördlichen Außenposten der Stadt, von dem in einem weiten Gebiet nur noch sehr geringe Reste erhalten sind.

## Geschichte
Gut 200 Jahre lang, von etwa 1343 bis 1565, war Hampi die Hauptstadt des Königreiches Vijayanagar. Auf dem Höhepunkt seiner Macht kontrollierte Vijayanagar, das als letztes großes Hindu-Reich gilt, fast ganz Südindien. Seine Hauptstadt soll zur Blütezeit rund 200.000, nach anderen Schätzungen sogar 500.000 Einwohner gehabt haben. Auf eine letzte Blütezeit Anfang des 16. Jahrhunderts folgten Thronstreitigkeiten. Nachdem sich vier der fünf Dekkan-Sultanate zusammengeschlossen hatten, führten sie einen gemeinsamen Krieg gegen das Reich von Vijayanagar, das in der Entscheidungsschlacht bei Talikota (26. Januar 1565) von den Moslemheeren vernichtend geschlagen wurde. Die Stadt wurde größtenteils zerstört, die überlebenden Bewohner wurden in die Flucht getrieben. Heute ist Hampi ein Dorf mit etwa 6.000 Einwohnern. Die archäologische Stätte gehört seit 1986 zum Weltkulturerbe der UNESCO.

## Archäologische Stätte
Von den Festungsmauern, die einst die Stadt umgaben, sind nur noch geringe Reste erhalten, von den Palästen noch einige Grundmauern. Dafür haben zahlreiche Tempel aus hartem Granit überdauert. Erhalten blieben kleine Jaina-Tempelruinen aus dem 10. Jahrhundert, die aufwändigsten und am besten erhaltenen Tempel im Vijayanagara-Stil stammen aus dem 14. bis 16. Jahrhundert. Der Höhepunkt dieses Stils ist beim Vitthala-Tempel aus der Mitte des 15. Jahrhunderts erreicht. Er steht im Norden in Flussnähe, drei hohe Gopurams (Tortürme) begrenzen ein Areal von 164 × 94 m. Es gibt mehrere Mandapas (Vorhallen), darunter die übliche Hundertpfeilerhalle. Der Haupttempel ist Vishnu geweiht, dessen Reittier ist Garuda, der – einzigartig in Indien – in einem freistehenden, getreu nach dem hölzernen Modell in Stein gemeißelten Ratha (Tempelwagen) sitzt.
Der den Ort überragende, im Jahr 2017 renovierte Virupaksha-Tempel und die zuführende Hampi-Bazaar-Straße ist von Einheimischen, Pilgern und Händlern aus anderen Bundesstaaten belebt.

## Tourismus

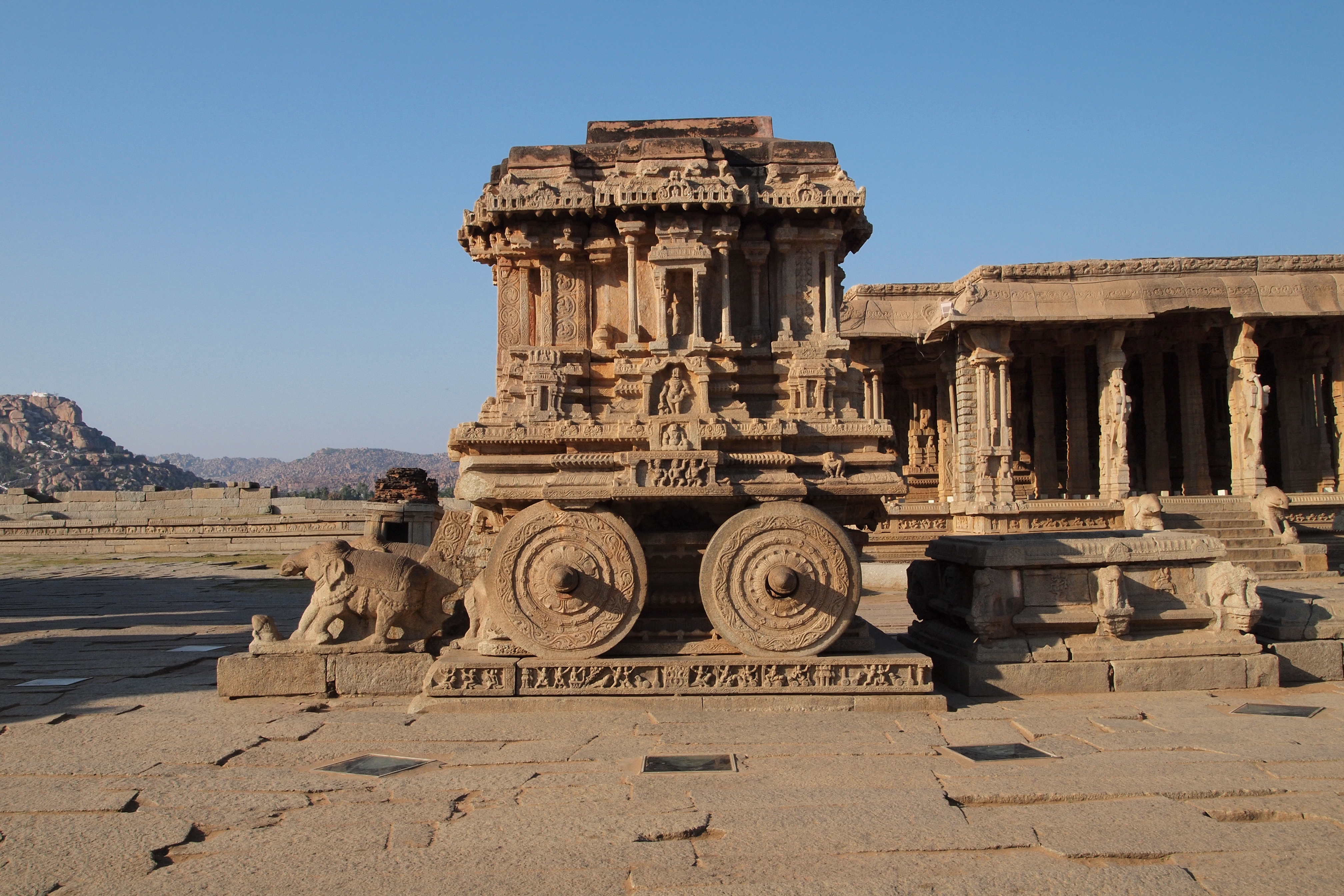
Garuda-Schrein als steinerner Tempelwagen (Ratha)

Im Laufe der 1990er Jahre wurde Hampi verstärkt zu einem touristischen Reiseziel, insbesondere für Rucksackreisende. Beim Fluss und in unmittelbarer Nähe der Tempelanlagen, besonders in der Nähe des Virupaksha-Tempels, wurde der kleine Ort Hampi innerhalb weniger Jahre deutlich erweitert. Nach den Vorgaben der UNESCO wurden 2012 die Überreste der ehemaligen Villen an der Hampi-Bazaar-Straße freigelegt und die darauf befindlichen modernen Wohnhäuser abgerissen. 326 Dorfbewohner verloren ihre Häuser und Ladengeschäfte.

## Sonstiges
In und um Hampi leben zahlreiche Makaken, die keinerlei Menschenscheu haben. Wegen seiner Nähe zum Wasser ist der Ort von Moskitos geplagt, das Malaria-Risiko ist daher im Vergleich zum Rest Indiens hoch.

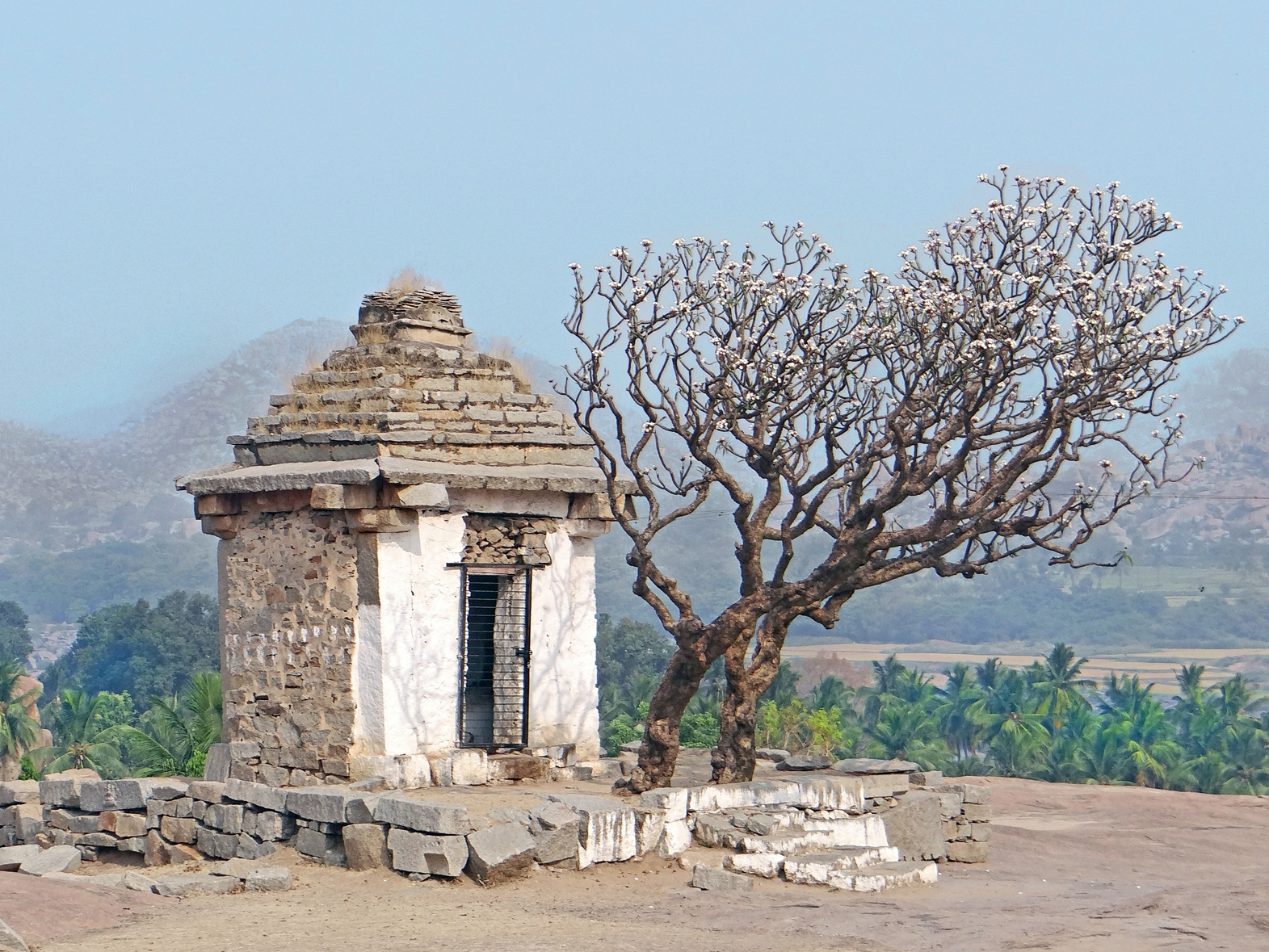
Hanuman-Tempel
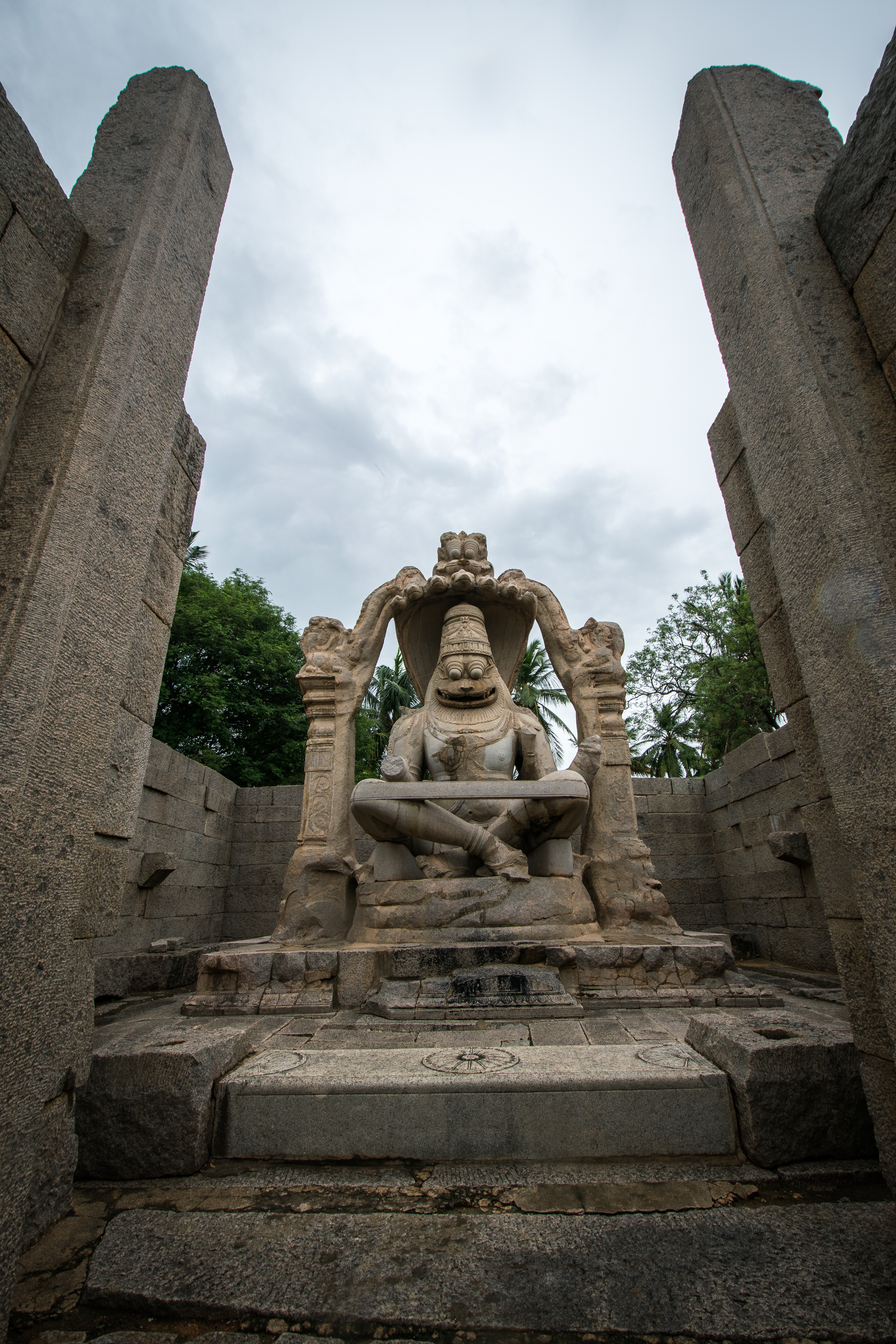
Meditierender Narasimha
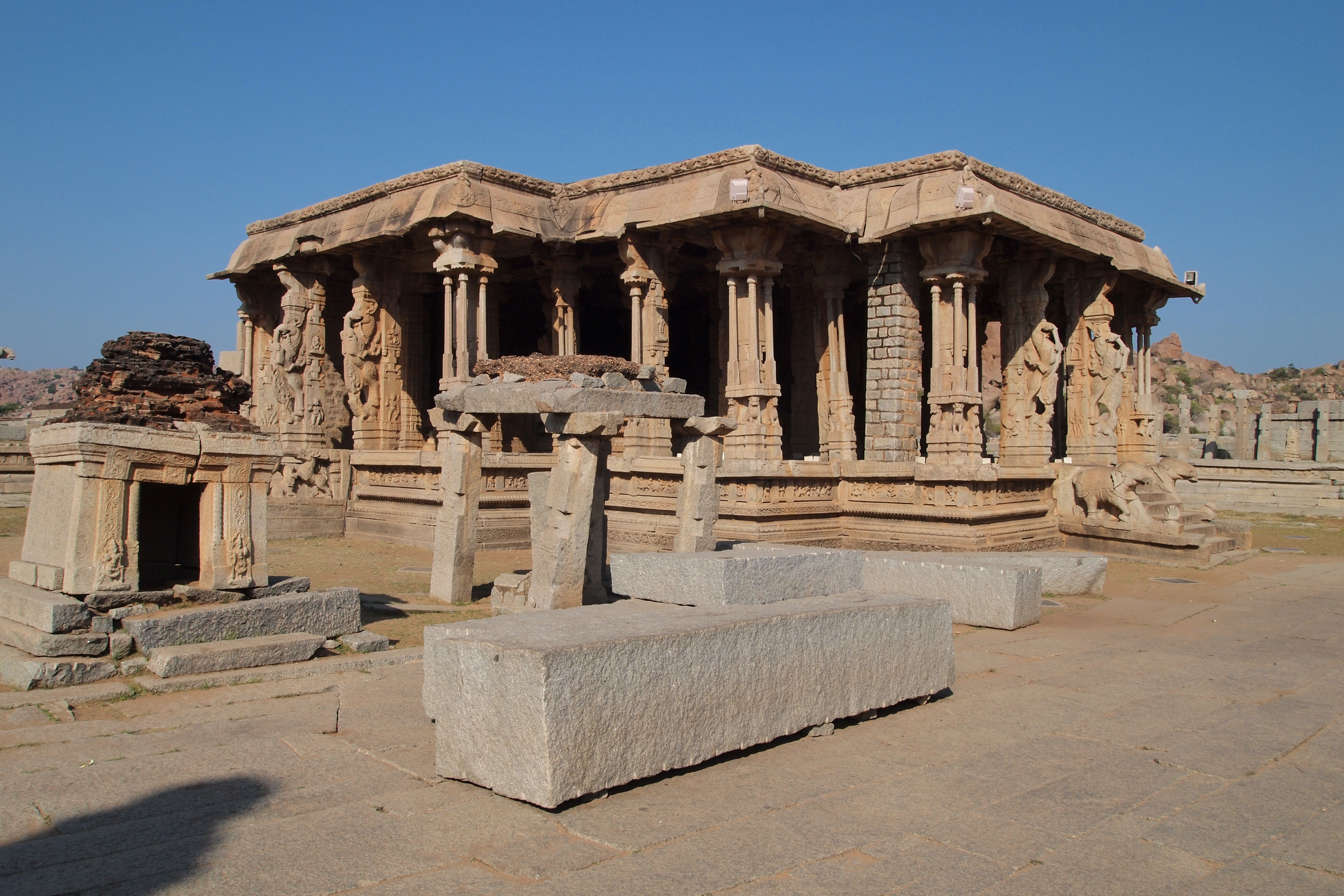
Mandapa des Vittala-Tempels
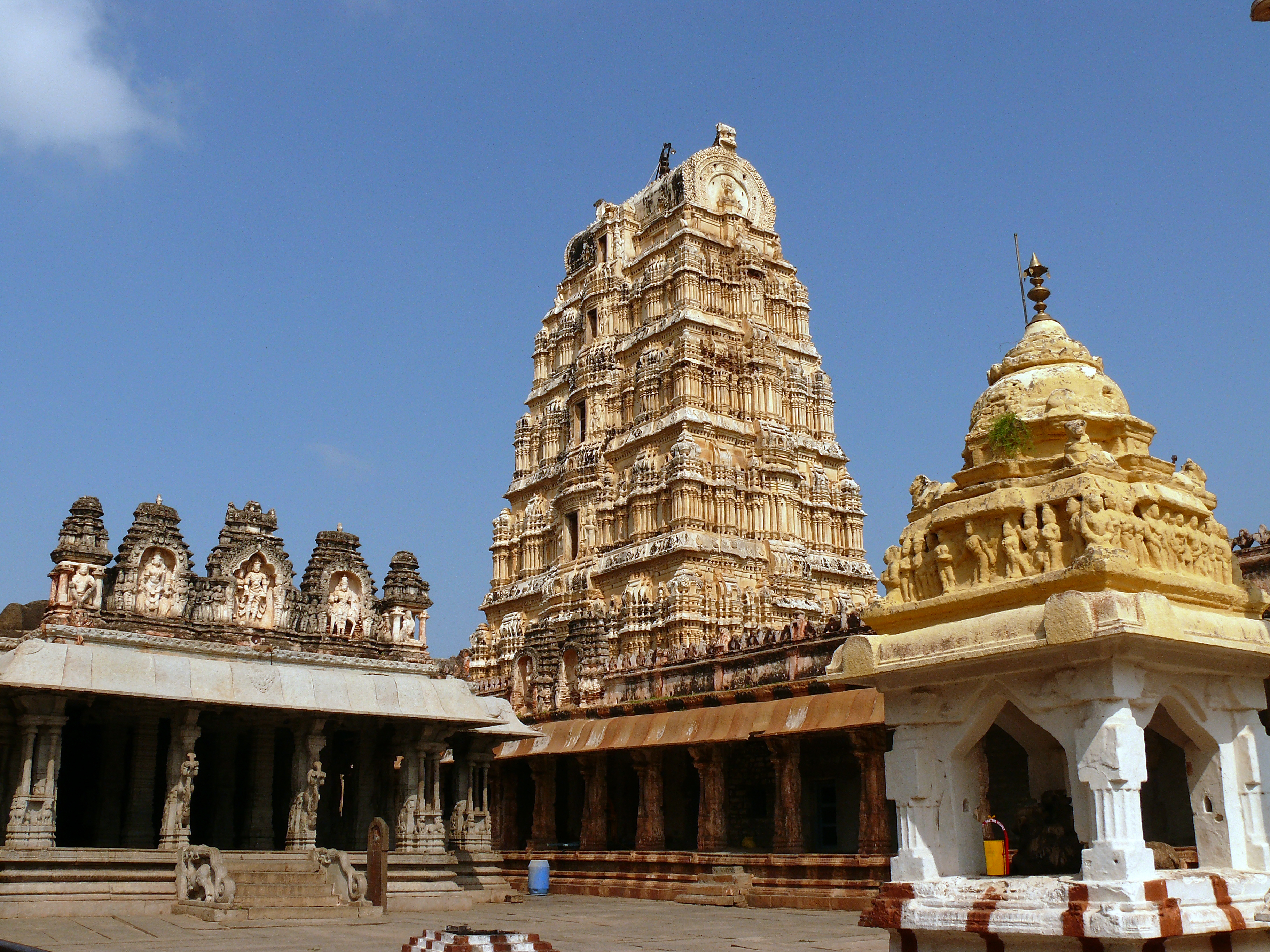
Virupaksha-Tempel
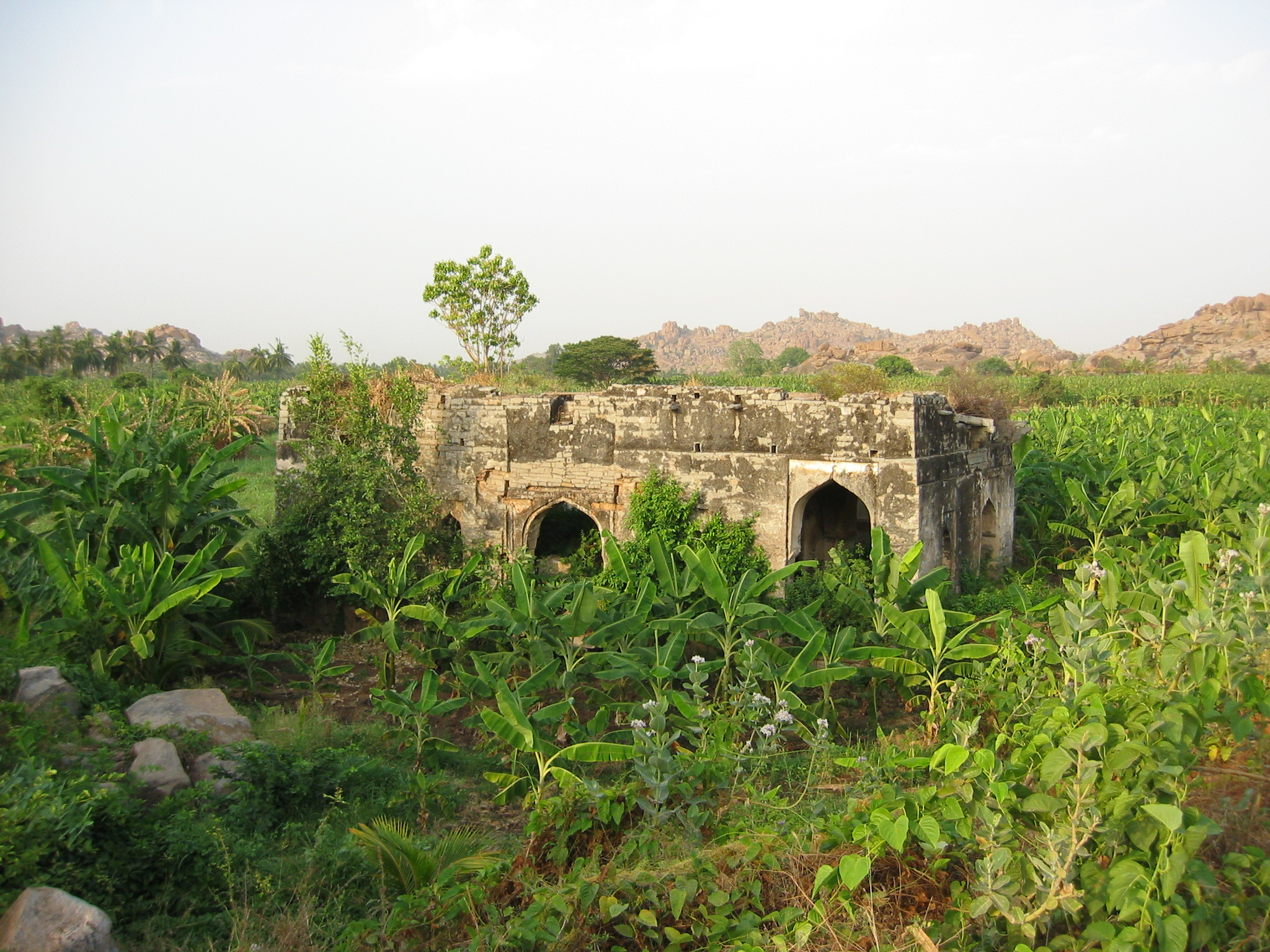
Bananenplantage mit Ruine
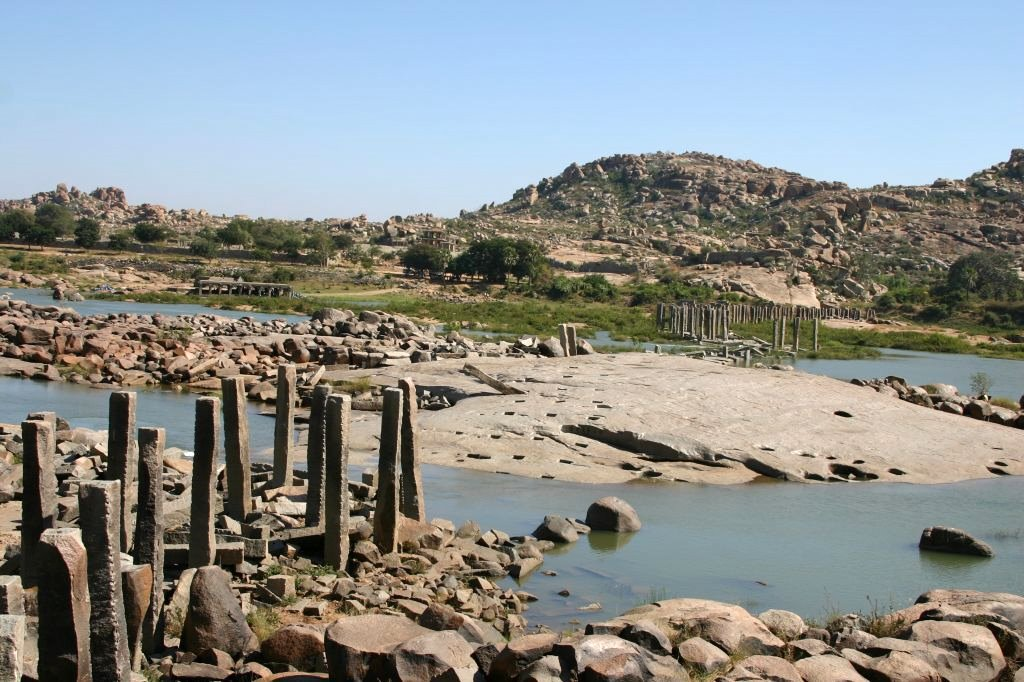
Tungabhadra-Fluss Richtung Anegondi